# Loma Bonita, La Trinitaria
Loma Bonita är en ort i Mexiko.   Den ligger i kommunen La Trinitaria och delstaten Chiapas, i den sydöstra delen av landet, 900 km sydost om huvudstaden Mexico City. Loma Bonita ligger 764 meter över havet och antalet invånare är 112.
Terrängen runt Loma Bonita är kuperad åt nordost, men åt sydväst är den platt. Runt Loma Bonita är det ganska glesbefolkat, med 42 invånare per kvadratkilometer. Närmaste större samhälle är La Trinitaria, 15,8 km norr om Loma Bonita. Omgivningarna runt Loma Bonita är en mosaik av jordbruksmark och naturlig växtlighet.